# Gerhard Strittmatter
Gerhard Strittmatter (Böblingen, 27 de junio de 1961) es un deportista alemán que compitió para la RFA en ciclismo en la modalidad de pista, especialista en la prueba de persecución por equipos.
Ganó dos medallas en el Campeonato Mundial de Ciclismo en Pista, oro en 1983 y plata en 1982.

## Medallero internacional
| Campeonato Mundial | Campeonato Mundial      | Campeonato Mundial | Campeonato Mundial          |
| Año                | Lugar                   | Medalla            | Competición                 |
| ------------------ | ----------------------- | ------------------ | --------------------------- |
| 1982               | Leicester (Reino Unido) | Medalla de plata   | Persecución por equipos (A) |
| 1983               | Zúrich (Suiza)          | Medalla de oro     | Persecución por equipos (A) |